# Стефанус Схуман
Стефану Схуман (Шуман) (*афр. Stephanus Schoeman; 14 березня 1810 — 19 червня 1890) — 2-й президент Південно-Африканської республіки (Трансвааль) в 1860—1862 роках. Його руде волосся, запальний темперамент і бурхливі суперечки з іншими бурськими лідерами принесли йому прізвисько «Штормовий птах Півночі» (афр. Stormvogel den Noorden).

## Життєпис
Його предки Шумани емігрували з селянської республіки Дітмаршен в Шлезвігу. Згодом під впливом голландських сусідів прізвище Шуман перетворилося на Схуман. Народився 1810 року в містечку Оудсхурн Капської колонії. На той час її було захоплено Великою Британією. За умовами Віденського мирного конгресу ця колонія залишилася за британцями.
У 1835 з початком Великого треку очолив власну групу. Він приєднався до групи Андріса Преторіуса. 1836—1837 роках брав участь у боях проти Мзіліказі, інкосі матабеле. 1838 року відзначився у битві на Кривавій річці проти зулусів на чолі із Дінгааном. Одна з 3 гармат, що використовувалася у битві, належала Схуману.
З захоплення області Трансвааль володів фермою в Преторії, на місці сучасного зоопарку. Багато зробив для розбудови Республіки Трансвааль та їх збройних сил. У 1847 р. Шоман оселився в Потчефструмі.
У 1854 після смерті Піта Потгітера призначено генерал-командантом (головнокомандувачем) республіки. Оселився в Зоутпансберзі, який перейменував в Схумансдал. Вступив у конфлікт з президентом Маринусом Преторіусом, відмовляючись визнавати запропонованим ним конституцію. Схумана підтриман Віллем ван Ренсбург, якого було призначено генерал-командантом під час хвороби Схумана.
Наприкінці 1859 року Преторіуса було також обрано президентом Помаранчевої вільної держави. Фольксраад надав йому півроку відпустки для вступу на посаду в Помаранчевої вільної держави, протягом якої він повинен був вести переговори про об'єднання двох бурських республік. Однак, як тільки його відпустка закінчилася, фольксраад не дозволив Преторіусу відновити свою колишню посаду президента Трансвааля.
Спочатку Йоганнес Германус Гроблер був призначений виконуючим обов'язки президента за відсутності Преторіуса, але Стефан Схуман відмовився визнавати Гроблера, оскільки вважав це порушенням конституції. Вона передбачала, що у випадках звільнення або смерті президента керівництво повинно бути надане найстаршому члену Виконавчої ради. Оскільки Схаман був на 3 роки старшим за Гроблера, президентство, таким чином, мало бути надане йому.
Втім вже у 1861 році фольскраад виступив проти Схумана, правління якого стало вважатися незаконним. Проти нього також очолив політичну кампанію Поль Крюгер. 1862 року фольскраад позбавив Схумана президентства, оголосивши його прихильників заколотниками. Новим президентом став ван Ренсбург. 1863 року під тиском загонів Крюгера вимушений був відступити за річку Вааль.
Зібравши сили 1864 року Схуман перейшов у наступ. Його підтримав Ян Фільюн, що створив так звану «народну армію», що проти стояла «державній армії» Крюгера. Втім у битві на річці Крокодил (притоку Лімпопо) Фільюн та прихильники Схумана зазнали тяжкої поразки. після цього Преторіус вдруге обирається президентом республіки.
У 1871 року після відставки Преторіуса повернувся до свого маєтку. Помер в Преторії 1890 року.

## Родина
1. Дружина — Ельза Марія ван Герден
Діти:
- Ельза

2. Дружина — Гертана Йоганна Шутте
Діти:
- Якобус, учасник другої англо-бурської війни
- Катарина Крістіна Сюзанна, дружина бурського генерала Йоганнеса Германуса Міхаеля Кока